# Autopista de l'Atlàntic
L'Autopista de l'Atlàntic (AP-9) és una autopista que recorre l'oest de Galícia de nord a sud. Comunica la ciutat de Ferrol amb la frontera amb Portugal, passant per la Corunya, Santiago de Compostel·la, Pontevedra i Vigo. A la frontera es converteix en l'A-3 que arriba fins a Lisboa, passant per Porto.

## Trams
| Tram                                                         | Quilòmetres | Any servei |
| ------------------------------------------------------------ | ----------- | ---------- |
| Ferrol - Fene                                                | 9           | 2003       |
| Fene - Cabanas                                               | 6           | 1999       |
| Cabanas - Miño                                               | 9           | 1998       |
| Miño - Guísamo                                               | 10          | 1997       |
| Guísamo - Cecebre                                            | 2           | 1980       |
| La Corunya - A Barcala                                       | 7           | 1984       |
| A Barcala - Santiago de Compostel·la Nord                    | 60          | 1979       |
| Santiago de Compostel·la Nord - Santiago de Compostel·la Sud | 8           | 1988       |
| Santiago de Compostel·la Sur - Padrón                        | 18          | 1990       |
| Padrón - Caldas de Reis                                      | 17          | 1991       |
| Caldas de Reis - Pontevedra Nord                             | 19          | 1992       |
| Pontevedra Nord - Pontevedra Sur                             | 3           | 1992       |
| Pontevedra Sur - Vigo                                        | 23          | 1981       |
| Teis - Rebullón                                              | 10          | 1999       |
| Rebullón - Tui (Frontera portuguesa)                         | 16          | 2003       |